# Łabowiec (schronisko turystyczne)
Łabowiec – miejscowość rodzaju schronisko turystyczne w Polsce położona w województwie małopolskim, w powiecie nowosądeckim, w gminie Łabowa.
W latach 1975–1998 miejscowość administracyjnie należała do województwa nowosądeckiego.
Miejscowość obejmuje teren Hali Łabowskiej, na której znajduje się Schronisko PTTK na Hali Łabowskiej.